# Баркер-Тейлор, Ханна
Ханна Баркер-Тейлор (англ. Hannah E. Barker Taylor, 18 августа 1835, Фредериктон — не ранее 1893) — поэтесса и активная участница Женского христианского союза трезвости.

## Ранние годы
Ханна Э. Баркер родилась 18 августа 1835 года во Фредериктоне, Нью-Брансуик. Она была англичанкой по происхождению и коренной американкой на протяжении пяти поколений. Отец Баркер родился и вырос в Нью-Брансуике, где женился на Элизабет Энн Сьюэлл. Он переехал в Хартфорд, штат Коннектикут, и воспитывал там свою семью.
Ханна Баркер получила образование во Фредериктоне и Хартфорде. В школьные годы её сочинения ценились очень высоко. Музыка была её страстью, и, так как она обладала прекрасным голосом, её родители хотели, чтобы она изучала музыку, сделав её своей профессией.

## Карьера
Ханна Баркер приняла должность ведущего сопрано в Первой баптистской церкви Хартфорда, одновременно преподавая музыку.
Все эти годы она писала стихи, но только к концу XIX века её сочинения были опубликованы.
Ханна Тейлор была активной участницей Женского христианского союза трезвости; она была секретарём-корреспондентом отделения Национальной женской индейской ассоциации в Пасадене и записывающим секретарём Ассоциации штата.

## Личная жизнь
В 1874 году Ханна Э. Баркер вышла замуж за Джорджа Тейлора. Тейлоры проживали в Пасадене, Калифорния, где в течение нескольких лет Джордж Тейлор был секретарём Христианской ассоциации молодых мужчин.